# 43 Sagittarii
43 Sagittarii, som är stjärnans Flamsteed-beteckning, är en ensam stjärna, belägen i den norra delen av stjärnbilden Skytten och har även Bayer-beteckningen d Sagittarii. Den har en skenbar magnitud på 4,88 och är synlig för blotta ögat där ljusföroreningar ej förekommer. Baserat på parallaxmätning inom Hipparcosuppdraget på ca 7,0 mas, beräknas den befinna sig på ett avstånd på ca 470 ljusår (ca 144 parsek) från solen. Den rör sig bort från solen med en heliocentrisk radialhastighet på ca 15 km/s. Stjärnans position nära ekliptikan innebär att den är föremål för ockultationer med månen.

## Egenskaper
43 Sagittarii är en gul till vit ljusstark jättestjärna  av spektralklass G8 II-III, som med 97 procent sannolikhet befinner sig  på den horisontella jättegrenen och har förbrukat förrådet av väte i dess kärna och genererar energi genom termonukleär fusion av helium. Den har en massa som är ca 3,3 solmassor, en radie som är ca 24 solradier och utsänder från dess fotosfär ca 277 gånger mera energi än solen vid en effektiv temperatur av ca 4 800 K.